# Murmelt nur, ihr heitern Bäche
Murmelt nur, ihr heitern Bäche (in tedesco, "Mormorate, ruscelli felici") BWV Anh 195 è una cantata attribuita a  Johann Sebastian Bach.

## Storia
Poco si sa di questa cantata. Venne composta nel 1723 per l'arrivo di Johann Florens Rivinus come professore della Thomasschule di Lipsia e fu eseguita il 9 giugno dello stesso anno. Suddivisa in cinque movimenti, il nome del librettista è sconosciuto. La musica, purtroppo, è andata interamente perduta. Anche la paternità di Bach su questo lavoro è dubbia.